# Liste der Kulturdenkmale in Lauchringen
In der Liste der Kulturdenkmale in Lauchringen sind alle Bau- und Kunstdenkmale der Gemeinde Lauchringen verzeichnet, die im „Verzeichnis der unbeweglichen Bau- und Kunstdenkmale und der zu prüfenden Objekte“ des Landesamts für Denkmalpflege Baden-Württemberg verzeichnet sind.
Diese Liste ist nicht rechtsverbindlich. Eine rechtsverbindliche Auskunft ist lediglich auf Anfrage bei der Unteren Denkmalschutzbehörde des Landkreises Waldshut erhältlich.

## Allgemein
- Bild: Zeigt ein ausgewähltes Bild aus Commons, „Weitere Bilder“ verweist auf die Bilder im Medienarchiv Wikimedia Commons.
- Bezeichnung: Nennt den Namen, die Bezeichnung oder die Art des Kulturdenkmals.
- Lage: Straßenname und Hausnummer oder Flurstücknummer des Kulturdenkmals, gegebenenfalls auch den Ortsteil. Die Grundsortierung der Liste erfolgt nach dieser Adresse. Der Link (Karte) führt zu verschiedenen Kartendiensten mit der Position des Kulturdenkmals. Fehlt dieser Link, wurden die Koordinaten noch nicht eingetragen. Sind diese bekannt, können sie über ein Tool mit einer Kartenansicht einfach nachgetragen werden. In dieser Kartenansicht sind Kulturdenkmale ohne Koordinaten mit einem roten bzw. orangen Marker dargestellt und können durch Verschieben auf die richtige Position in der Karte mit Koordinaten versehen werden. Kulturdenkmale ohne Bild sind an einem blauen bzw. roten Marker erkennbar.
- Datierung: Baubeginn, Fertigstellung, Datum der Erstnennung oder grobe zeitliche Einordnung entsprechend des Eintrags in der zuständigen Denkmaldatenbank (Landesamt für Denkmalpflege Baden-Württemberg).
- Beschreibung: Kurzcharakteristik des Kulturdenkmals.

## Oberlauchringen
| Bild           | Bezeichnung                                                    | Lage                                                           | Datierung              | Beschreibung | ID |
| -------------- | -------------------------------------------------------------- | -------------------------------------------------------------- | ---------------------- | --- | -- |
|                | Haus des Kastenvogts und Salzfaktors, später Gasthaus Hirschen | Oberlauchringen, Alte Rathausstraße 5/5a (Karte)               | Mitte 16. Jh.          | Straßenbildprägender Staffelgiebelbau mit hohem Kellergeschoss und darüber zwei Wohngeschossen, diese durch eine Freitreppe erschlossen. Drei- und mehrteilige Staffelgiebelfenster, Kreuzstockfenster, Eingangsportal mit Eselsrückenbogen und Eckstreben. Geschützt nach § 28 DSchG | BW |
|                | Altes Rathaus                                                  | Oberlauchringen, Alte Rathausstraße 12 (Karte)                 | 1903                   | zweigeschossiger, symmetrisch gegliederter Bau unter flach geneigtem Satteldach, prägend der Mittelrisalit mit Eingangsportal und die Holzschnitzarbeiten im Giebel sowie die als Zierelemente in Backstein gestalteten Entlastungsbögen über den Erdgeschossfenstern Geschützt nach § 2 DSchG | BW |
|                | Alte Volksschule                                               | Oberlauchringen, Alte Rathausstraße 14 (Karte)                 | 1908                   | zweigeschossiger Putzbau unter Krüppelwalmdach, traufseitig ein Quergiebel mit dekorativem Fachwerk. Der Bau geprägt durch hohe, mehrteilige Fenster und durch die Aufnahme von Formen des benachbarten Rathauses. Damit ergibt sich eine ortsbauliche Gruppe. Geschützt nach § 2 DSchG | BW |
|                | Wohnhaus                                                       | Oberlauchringen, Alter Schulplatz 4 (Karte)                    | im Kern wohl um 1600   | ursprünglich giebelseitig erschlossenes bäuerliches Haus; zweigeschossig unter Satteldach, Bruchstein und Zierfachwerk Geschützt nach § 2 DSchG | BW |
|                | Vogtshaus oder S’Großbure                                      | Oberlauchringen, Alter Schulplatz 6 (Karte)                    | 1865                   | sehr stattliches Streckgehöft. Der im First höhere Wohnteil dreigeschossig unter Satteldach, nämlich mit hohem Keller und zwei Wohngeschossen, im Giebel eine rundbogige Aufzugsluke. Massivbau mit angeböschten Mauern. Aufwendig das rundbogige, konkav nach innen schwingende, barocke Türgewände, daran ein Stern, die Initialen F.WB und die Datierung 1743. Die Stallscheune aus Bruchstein, mit Rundbogen und rückwärtiger Hocheinfahrt. Geschützt nach § 2 DSchG | BW |
|                | Wohnhaus                                                       | Oberlauchringen, Alter Schulplatz 8a (Karte)                   | 18. Jahrhundert        | Teil einer im Typus ungewöhnlichen Reihenhausbebauung. Zweigeschossiger Putzbau mit abgewalmtem Dach und Heuaufzugsluke. Innenausbau u. a. mit Kassettendecke erhalten. Geschützt nach § 2 DSchG | BW |
|                | Kleinhaus                                                      | Oberlauchringen, Gmünd 4 (Karte)                               | Um 1800                | Kleinhaus mit Ökonomie im Erdgeschoss und einem über eine Freitreppe erschlossenen Obergeschoss, wohl ehemals Gartenhaus zum Gasthof Adler, Bruchstein und Fachwerk, verputzt Geschützt nach § 2 DSchG | BW |
| Weitere Bilder | Bahnhof Lauchringen                                            | Oberlauchringen, Bahnhofstraße 12 (Karte)                      | 1862                   | Stationsgebäude langgestreckt mit zweigeschossigem Mittelbau unter Walmdach und eingeschossigen Flügelbauten, symmetrisch gegliedert, im weiteren Sinne spätklassizistisch, heute z.T. durch ein Eternitverschalung verändert. Datiert 1862. Geschützt nach § 2 DSchG |    |
|                | Wohnhaus                                                       | Oberlauchringen, Bergstraße 3 (Karte)                          |                        | Wohnhaus mit Ökonomie. Dreigeschossiger Massivbau unter Satteldach, zu einer Seite eine Erweiterung des Wohnhauses, zur anderen Seite eine winkelförmig anschließende Scheune. Über hohem Kellergeschoss mit rundbogigem Kellerzugang zwei Wohngeschosse und rundbogige Ladeluke, Eingang über eine Freitreppe rückseitig. Fensterprofile 16./17. Jahrhundert. Fachwerk-Ökonomieteil wohl gleichzeitig. Geschützt nach § 2 DSchG                                         | BW |
|                | Bäuerliches Anwesen                                            | Oberlauchringen, Kirchstraße 5 (Karte)                         | Wohl 18. Jahrhundert   | Geschützt nach § 2 DSchG | BW |
|                | Bauernhaus                                                     | Oberlauchringen, Kirchstraße 11 (Karte)                        | frühes 18. Jahrhundert | Geschützt nach § 2 DSchG | BW |
|                | Laufbrunnen                                                    | Oberlauchringen, Kirchstraße, Wettestraße (Karte)              |                        | Geschützt nach § 2 DSchG | BW |
|                | Bauernhaus                                                     | Oberlauchringen, Kirchstraße 14 (Karte)                        | um 1700                | Geschützt nach § 2 DSchG | BW |
| Weitere Bilder | Kath. Pfarrkirche St. Andreas                                  | Oberlauchringen, Kirchstraße 19 (Karte)                        | 1835–37                | Geschützt nach § 2 DSchG |    |
|                | Kath. Pfarrhaus mit Nebengebäude                               | Oberlauchringen, Kirchstraße 23 (Karte)                        | 1874                   | Geschützt nach § 2 DSchG | BW |
|                | Bauernhaus                                                     | Oberlauchringen, Kirchstraße 26 (Karte)                        | 1852                   | Geschützt nach § 2 DSchG | BW |
|                | Wohnhaus                                                       | Oberlauchringen, Klettgaustraße 3 (Karte)                      | 1834                   | Geschützt nach § 2 DSchG | BW |
|                | Bauernhaus                                                     | Oberlauchringen, Klettgaustraße 6                              | wohl 17./18. Jh.       | Geschützt nach § 2 DSchG |    |
|                | Bauernhaus                                                     | Oberlauchringen, Klettgaustraße 18 (Karte)                     | 18./19. Jh.            | Geschützt nach § 2 DSchG | BW |
|                | Scheune                                                        | Oberlauchringen, Klettgaustraße 20a (Karte)                    | 16. Jahdt              | Geschützt nach § 2 DSchG | BW |
| Weitere Bilder | Gasthaus Adler                                                 | Oberlauchringen, Klettgaustraße 20, Alter Schulplatz 2 (Karte) | 1578                   | Geschützt nach §§ 2, 28 DSchG |    |
|                | Kriegerdenkmal                                                 | Oberlauchringen, Klettgaustraße                                |                        | Geschützt nach § 2 DSchG |    |
|                | Friedhofskreuz                                                 | Oberlauchringen, Klettgaustraße                                | Anfang 20. Jh.         | Geschützt nach § 2 DSchG |    |
|                | Ehemalige Zehntscheune                                         | Oberlauchringen, Mühleweg 4 (Karte)                            | 1561                   | Geschützt nach § 2 DSchG | BW |
|                | Sägemühle                                                      | Oberlauchringen, Mühleweg 6 (Karte)                            | 1791                   | Geschützt nach § 2 DSchG |    |
|                | Bäuerliches Anwesen                                            | Oberlauchringen, Wettenstraße 1 (Karte)                        | 1832                   | Geschützt nach § 2 DSchG | BW |
|                | Gemeindehaus                                                   | Oberlauchringen, Wettenstraße 2 (Karte)                        | 1920/1930              | Geschützt nach § 2 DSchG | BW |
|                | Bahnwärterhaus mit Schopf                                      | Oberlauchringen, Wiggenbergstraße 1                            |                        | Geschützt nach § 2 DSchG |    |
| Weitere Bilder | Eisenbahnbrücke über die Wutach                                | Oberlauchringen, Wutachstraße (Karte)                          |                        | Geschützt nach § 2 DSchG |    |
|                | Wegkreuz                                                       | Oberlauchringen, Obere Erzinger Äcker (Karte)                  | 1731                   | Geschützt nach § 2 DSchG | BW |
|                | Wegkreuz                                                       | Oberlauchringen, Unterm Hirschle                               | 1778                   | Geschützt nach § 2 DSchG |    |
|                | Bildstock                                                      | Oberlauchringen, Heidengässle                                  | 1605                   | Geschützt nach § 2 DSchG |    |
|                | Wegkreuz                                                       | Oberlauchringen, Beim Stein                                    | 1605                   | Geschützt nach § 2 DSchG |    |
|                | Steinbildstock                                                 | Oberlauchringen, Straße nach Bechtersbohl (Karte)              | 1605                   | Geschützt nach § 28 DSchG |    |

## Unterlauchringen
| Bild           | Bezeichnung                               | Lage | Datierung             | Beschreibung             | ID |
| -------------- | ----------------------------------------- | --- | --------------------- | ------------------------ | -- |
|                | Wohnhaus mit Scheune                      | Unterlauchringen, Edwin-Kessler-Straße 29, 29a (Karte)                                                                                    | 1561                  | Geschützt nach § 2 DSchG | BW |
|                | Siedlungsbauten                           | Unterlauchringen, Fabrikstraße 1, 3, Hauptstraße 61, 63 (Karte)                                                                           | 1910/1925             | Geschützt nach § 2 DSchG | BW |
|                | Wohnhaus                                  | Unterlauchringen, Hauptstraße 7 (Karte)                                                                                                   | 1. Hälfte des 16. Jh. | Geschützt nach § 2 DSchG | BW |
|                | Textilfabrik                              | Unterlauchringen, Kadelburgstraße 11, Kadelburgstraße 3,5 und 7, 8, 12; Ibrunnenstraße 11; Brunnenrain 1, Ibrunnenstraße 14,16,18 (Karte) | 1910                  | Geschützt nach § 2 DSchG | BW |
| Weitere Bilder | Ev. Matthäuskirche                        | Unterlauchringen, Kolpingstraße 16 (Karte)                                                                                                | 1958/1959             | Geschützt nach § 2 DSchG |    |
| Weitere Bilder | Kath. Pfarrkirche Herz Jesu und Pfarrhaus | Unterlauchringen, Schulstraße 14 (Karte)                                                                                                  | 1923                  | Geschützt nach § 2 DSchG |    |
|                | Schule und Lehrerwohnhaus                 | Unterlauchringen, Schulstraße 13, 15 (Karte)                                                                                              | 1908/1909             | Geschützt nach § 2 DSchG | BW |